# Polymastia murrayi
Polymastia murrayi är en svampdjursart som beskrevs av Burton 1959. Polymastia murrayi ingår i släktet Polymastia och familjen Polymastiidae.
Artens utbredningsområde är havet kring Maldiverna. Inga underarter finns listade i Catalogue of Life.